# Salem (Baden)
Salem is een gemeente in de Duitse deelstaat Baden-Württemberg, en maakt deel uit van het Bodenseekreis.
Salem telt 11.579 inwoners.

## Indeling gemeente
De gemeente bestaat uit de volgende 11 plaatsen (Inwoners per februari 2007):
- Salem (1.110, 7,44 km², inkl. Stefansfeld)
- Mimmenhausen (3.090, 6,28 km²)
- Neufrach (2.207, 10,30 km²)
- Buggensegel (331, 3,61 km²)
- Mittelstenweiler (633, 3,14 km²)
- Tüfingen (313, 9,11 km², inkl. Baufnang)
- Rickenbach(228, 1,71 km²)
- Weildorf (800., 5,51 km²)
- Grasbeuren (370, 3,47 km²)
- Oberstenweiler (391, 3,24 km²)
- Beuren (1.763, 8,88 km²)

## Historie
zie abdij Salem
Bermatingen ·
Daisendorf ·
Deggenhausertal ·
Eriskirch ·
Frickingen ·
Friedrichshafen ·
Hagnau am Bodensee ·
Heiligenberg ·
Immenstaad am Bodensee ·
Kressbronn am Bodensee ·
Langenargen ·
Markdorf ·
Meckenbeuren ·
Meersburg ·
Neukirch ·
Oberteuringen ·
Owingen ·
Salem ·
Sipplingen ·
Stetten ·
Tettnang ·
Überlingen ·
Uhldingen-Mühlhofen